# 잴루잇 환초

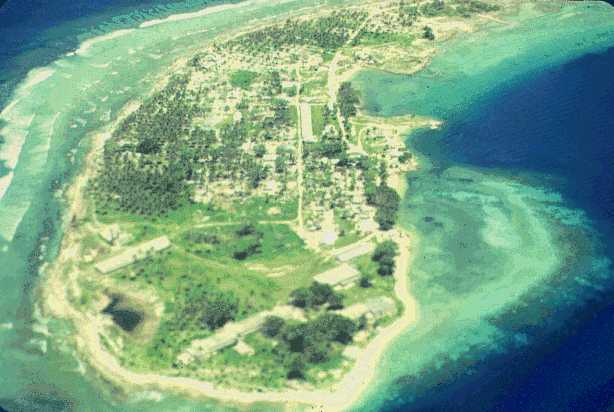
하늘에서 본 잴루잇 환초 (1978년)

잴루잇 환초(Jaluit Atoll)는 태평양에 위치한 마셜 제도의 환초로, 랄리크 열도에 속하며 91개 섬으로 구성된 환초이다. 마셜 제도를 구성하는 24개 입법 선거구 가운데 하나이며 마주로 환초에서 남서쪽으로 220km 정도 떨어진 곳에 위치한다. 육지 면적은 11.34km2, 석호 면적은 690km2, 인구는 1,669명(1999년 기준)이다.